# 里奥弗里乌 (布拉干萨)
里奥弗里乌是葡萄牙布拉干萨区的一个堂区。总面积34.4平方公里，总人口232人，人口密度6.7人/平方公里。